# تی‌دی‌کی اکترونیکس
تی‌دی‌کی اکترونیکس (انگلیسی: TDK Electronics) شرکت الکترونیک آلمانی است، که در سال ۱۹۹۹ توسط شرکت تی‌دی‌کی تأسیس شد.